# Okocim
Okocim [ɔˈkɔt͡ɕim] este un sat din powiatul Brzesko, Voievodatul Polonia Mică, Polonia. Se află la mai puțin de 3 km de orașul Brzesko. Okocim se găsește la aproximativ 27 km sud-vest de Tarnów și la 57 km est de capitala regională Cracovia.
De la reorganizarea administrativă poloneză din 1999, Okocim face parte din Voievodatul Polonia Mică. Înainte de reorganizare, a făcut parte din Voievodatul Tarnów (1975–1998).

## Personalități născute aici
- Julian Nowak (1865  - 1946), om de știință, fost premier al Poloniei.